# بیاووونکا (استان سلیزیا سفلی)
بیاووونکا (به لهستانی:  Białołęka) یک روستا در لهستان است که در گمینا پنتسواو واقع شده‌است.